# 今泉佑唯
今泉 佑唯（いまいずみ ゆい、1998年〈平成10年〉9月30日 - ）は、日本の女優、タレントであり、女性アイドルグループ欅坂46の元メンバー、『ar』の元レギュラーモデルである。二児の母。元夫はYouTuberだったワタナベマホト。
神奈川県出身。2022年10月をもって、公式SNS上での正式表明にて芸能界を一度引退したが、2025年3月18日に芸能界復帰を発表した。2025年4月28日より合同会社1623マネジメント所属。タレントとして活動を再開。

## 略歴
2015年8月21日、鳥居坂46（後に欅坂46と改称）の1期生オーディションに合格。
2016年4月6日、欅坂46の1stシングル「サイレントマジョリティー」でCDデビュー。
2017年4月13日、体調不良により活動を一時休止する。同年8月18日、約4か月の休養を経て復帰し、同年8月29日・30日、幕張メッセで開催された『全国ツアー 2017 真っ白なものは汚したくなる』に参加した。同年12月12日、ファッション誌『ar』（主婦と生活社）のレギュラーモデルに就任。同年12月28日、年内の活動再休止を発表した。
2018年8月7日、欅坂46の7thシングル「アンビバレント」の活動をもって欅坂46を卒業することを発表。同年夏に行われた「欅坂46 夏の全国アリーナツアー」には不参加。同年10月3日、1stソロ写真集『誰も知らない私』（主婦と生活社）を発売。写真集は週間推定売上5万1000部を記録し、2018年10月15日付のオリコン週間BOOKランキングで1位、オリコン2018年度年間BOOKランキングの写真集部門において年間推定売上7万4000部を記録し6位を獲得した。同年11月4日、京都で行われた欅坂46の個別握手会をもって卒業。
2019年1月4日、事務所をエイベックス・AY・ファクトリー合同会社に移籍したことを自身の公式サイトにおいて発表。同日、自身初となる舞台『熱海殺人事件 LAST GENERATION 46』への出演が発表された。同年5月より、『アッパレやってまーす!』（MBSラジオ）の木曜日レギュラーを務める。ラジオのレギュラー出演は今泉にとって初となる。
2020年1月、下着ブランド「PEACH JOHN」が立ち上げた若年層向け新ブランド「GiRLS by PEACH JOHN」のアンバサダーに就任。同年7月、 auじぶん銀行の初代イメージキャラクターに就任。同年8月12日、新型コロナウイルスへの感染が判明したことを所属事務所が公式サイトで発表した。8月6日の夜、在宅中に発熱症状が表れ、以後は自宅療養していた。8月8日午前中、PCR検査を医療機関で受け、3日後の8月11日、医療機関と保健所からの連絡により陽性と確認された。しばらく自宅で待機していたが、同年9月1日から活動再開予定であることを所属事務所が発表した。9月3日にラジオ番組の出演で活動を再開したが、10月16日、体調不良のため活動を休止して治療に専念することが公式ホームページで発表された。出演が発表されていたドラマ『マイルノビッチ』（Hulu）は降板となった。
2021年6月、YouTuberワタナベマホトとの第1子を出産。同月30日をもってエイベックス・アスナロ・カンパニーとの専属契約を終了。同年9月30日、ブログを開設。同年11月19日から上演の舞台『修羅雪姫』に主演し、約1年ぶりの女優復帰。同年11月23日、『修羅雪姫』の主題歌「修羅雪」をデジタル配信リリース。同年12月10日、オフィシャルサイトを開設した。
2022年8月、突発性難聴を発症し、ヒロインの妊婦役で出演を予定していた舞台『最後の医者は桜を見上げて君を想う』（9月8日開幕）では、重症患者役に配役変更して出演する。
同年10月26日、公式ブログとInstagramを更新し同日をもって芸能界引退をすることを発表。
その後、2025年3月18日に公開された集英社オンラインのインタビュー記事にて芸能界復帰を発表した。また、同年3月29日放送の静岡放送（SBSラジオ）の番組『今泉佑唯大復活特番！お前ら、待たせたな！by オテンキのり』への出演（オテンキのりと共演）も発表された。2025年4月28日より女性アイドルグループの運営・広告代理事業を展開する合同会社1623マネジメントに所属。

## 人物
愛称は、ずーみん、ずみこ。5人兄妹（四人の兄がいる）の末っ子長女。好きな食べ物は魚肉ソーセージ、焼肉、ねぎ。好きなアニメは『クレヨンしんちゃん』。好きな歌手は西野カナ。好きな動物は鳩。
2022年1月に東京都新宿区にて開催されたYouTuber・ラファエルがプロデュースする新アイドルグループのお披露目トークイベントでは、憧れだったアイドルとしてミニモニ。を挙げ、特に辻希美が大好きだと語っている。

### 結婚・出産
2021年1月21日、YouTuber（当時）のワタナベマホトと結婚をすること（婚姻届は出産後の同年7月4日時点では未提出）と妊娠を発表したが同日夜にコレコレの配信でマホトの児童ポルノ法違反行為が発覚したため婚約は自然消滅した。同年6月26日、同月中旬に第1子となる女児を出産していたことが報じられた。同年7月6日、出産を事務所退所とともに報告。シングルマザーかのように報じた一部スポーツ新聞もあったが、今泉自身による入籍あるいは婚約破棄との公式発表はない。2022年3月のインタビューでは家族に子育てを支援してもらっているとのことである。

## 作品

### シングル
欅坂46
- サイレントマジョリティー（2016年4月6日、SRCL-9035/41） - EAN 4988009125916。
- 手を繋いで帰ろうか（2016年4月6日、SRCL-9035/41） - EAN 4988009125930。
- 渋谷川（2016年4月6日、SRCL-9037/38） - EAN 4988009125923。
- 乗り遅れたバス（2016年4月6日、SRCL-9039/40） - EAN 4988009125930。
- キミガイナイ（2016年4月6日、 SRCL-9041） - EAN 4988009125954。
- 世界には愛しかない（2016年8月10日、SRCL-9147/53） - EAN 4988009130835。
- 語るなら未来を…（2016年8月10日、SRCL-9147/52） - EAN 4988009130835。
- ボブディランは返さない（2016年8月10日、SRCL-9153） - EAN 4988009130835。
- 二人セゾン（2016年11月30日、SRCL-9267/73） - EAN 4547366279375。
- 大人は信じてくれない（2016年11月30日、SRCL-9267/73） - EAN 4547366279375。
- 制服と太陽（2016年11月30日、SRCL-9267/73） - EAN 4547366279375。
- 夕陽1/3（2016年11月30日、SRCL-9267/73） - EAN 4547366279375。
- 不協和音（2017年4月5日、SRCL-9394/402） - EAN 4547366301250。
- W-KEYAKIZAKAの詩（2017年4月5日、SRCL-9394/402） - EAN 4547366301274。
- チューニング（2017年4月5日、SRCL-9396/7） - EAN 4547366301267。
- 風に吹かれても（2017年10月25日、SRCL-9581/9） - EAN 4547366331639。
- 避雷針（2017年10月25日、SRCL9585/6） - EAN 4547366331653。
- 再生する細胞（2017年10月25日、SRCL-9589） - EAN 4547366331677。
- ガラスを割れ!（2018年3月7日、SRCL-9736/44） - EAN 4547366350265。
- もう森へ帰ろうか?（2018年3月7日、SRCL-9736/44） - EAN 4547366350265。
- ゼンマイ仕掛けの夢（2018年3月7日、SRCL-9740/1） - EAN 4547366350289。
- 日が昇るまで（2018年8月15日、SRCL-9930） - EAN 4547366371116。

坂道AKB
- 誰のことを一番 愛してる?（2017年3月15日、KIZM-90481/2） - EAN 4988003500702。
- 国境のない時代（2018年3月14日、KIZM-90547/8） - EAN 4988003519797。

今泉佑唯
- 修羅雪（2021年11月23日、配信限定）- 舞台『修羅雪姫』主題歌[37]。
- 雨が雪に変わる / 真紅の花（2022年4月8日、配信限定）- 舞台『修羅雪姫-復活祭50th- 修羅雪と八人の悪党』劇中歌[57]。
- 足跡（2025年4月29日、配信限定）[4]

### アルバム
欅坂46
- 真っ白なものは汚したくなる（2017年7月19日、SRCL-9482/8） - EAN 4547366318470。

### 映像作品
- 今泉佑唯（2016年4月6日） - EAN 4988009125916。
- 今泉佑唯（2016年8月10日） - EAN 4988009130811。
- 今泉佑唯（2016年11月30日） - EAN 4547366279382。
- KEYABINGO!（2017年1月27日） - EAN 4988021715010。
- 今泉佑唯（2017年4月5日） - EAN 4547366301267。
- 徳山大五郎を誰が殺したか?（2017年6月7日） - EAN 4517331036388。
- 残酷な観客達（2017年11月29日） - EAN 4988021715553。
- KEYABINGO!2（2017年12月22日） - EAN 4988021715522。
- 今泉佑唯 自撮りTV（2018年3月7日） - EAN 4547366350265。
- 今泉佑唯×齊藤京子 自撮りTV（2018年8月15日） - EAN 4547366371079。
- 恋のツキ DVD-BOX（2019年5月31日） - EAN 4562474198080。
- 今泉佑唯の出逢い旅 〜20歳の再出発 アイドルから女優へ〜（2019年6月5日） - EAN 4988064928132。
- グッドワイフ DVD-BOX（2019年7月26日） - EAN 4562474203142。
- 劇場版 ファイナルファンタジーXIV 光のお父さん（2019年12月18日） - EAN 4988021148917。
- ミリオンジョー DVD-BOX（2020年3月6日） - EAN 4562475298307。
- 左ききのエレン Blu-ray BOX（2020年4月15日） - EAN 4988013940628。
- 欅坂46 ANNIVERSARY LIVE Director's Cut Collection（2020年10月7日） - EAN 4547366450224。
- 欅坂46 ARENA TOUR Director's Cut Collection（2020年10月7日） - EAN 4547366450231。
- 転がるビー玉（2020年11月6日） - EAN 4589921412179。

## 出演

### テレビドラマ
- 徳山大五郎を誰が殺したか?（2016年7月17日 - 10月2日、テレビ東京） - 今泉佑唯 役[58]。
- 残酷な観客達（2017年5月18日 - 7月20日、日本テレビ） - 岩本エレナ 役[59]。
- 恋のツキ（2018年7月27日〈26日深夜〉 - 10月12日〈11日深夜〉、テレビ東京） - サカキサトコ 役[60]。
- グッドワイフ 第6話（2019年2月17日、TBS） - 女性秘書 役[61]。
- 人間の証 第5話（2019年6月19日〈18日深夜〉、フジテレビ） - 今泉佑唯 役[62]。
- ミリオンジョー（2019年10月10日 - 12月26日、テレビ東京） - ヒロイン・森秋麻衣 役[63]。
- 左ききのエレン（2019年10月21日 - 12月23日、毎日放送 / 10月23日 - 12月25日、TBS） - 三橋由利奈 役[64]。
- 100文字アイデアをドラマにした! 第3話・第4話（2020年1月20日・27日、テレビ東京） - 主演[65]。
- 真夏の少年〜19452020（2020年7月31日 - 9月18日、テレビ朝日） - 牟呂由真 役[66]。

### その他のテレビ番組
- 今泉佑唯の出逢い旅 〜20歳の再出発 アイドルから女優へ〜（2019年5月26日、北海道文化放送）[67][68]

### ネットドラマ
- 深海くんと月影ちゃん シーズン1（2020年5月18日 - 22日、YouTube） - 主演・月影 役（醍醐虎汰朗とダブル主演）[69][70]。
- 結婚してとうるさくて（2022年3月3日、ABEMA） - 西野まりえ 役[56]。

### バラエティ
- 今泉佑唯のオトナ女子〜20歳のうちにしておきたいこと（2019年6月28日、7月26日、8月23日、CSテレ朝チャンネル1）[71]

### ウェブテレビ
- 主役の椅子はオレの椅子（2020年9月16日 - 12月23日、ABEMA） - ゲストMC[72]。

### 舞台
- 熱海殺人事件 LAST GENERATION 46（2019年3月28日 - 31日、大阪：COOL JAPAN PARK OSAKA TTホール / 4月5日 - 18日、東京：紀伊國屋ホール） - 水野朋子 役[25][73]。
- あずみ〜戦国編〜（2020年3月20日 - 29日、Bunkamuraシアターコクーン） - 主演・あずみ 役[74][75][注 2]。
- 修羅雪姫（2021年11月19日 - 21日、CBGKシブゲキ!!） - 主演・雪 役[36]。
- 演劇の毛利さん －The Entertainment Theater Vol.1 リーディングシアター「桜の森の満開の下」（2022年1月10日、サンシャイン劇場）[78]
- 修羅雪姫-復活祭50th- 修羅雪と八人の悪党（2022年3月18日 - 27日、紀伊國屋ホール） - 主演・雪 役[79]。
- 最後の医者は桜を見上げて君を想う（2022年9月8日 - 11日、CBGKシブゲキ!!） - 重症患者 役[注 3]。

### 映画
- 劇場版 ファイナルファンタジーXIV 光のお父さん（2019年6月21日公開、ギャガ） - 片岡 役[82]。
- 転がるビー玉（2020年2月7日公開、パルコ） - 主演・恵梨香 役[83]。
- 酔うと化け物になる父がつらい（2020年3月6日公開、ファントム・フィルム） - 田所フミ 役[84]。
- てぃだ いつか太陽の下を歩きたい（2022年9月2日公開、エムエフピクチャーズ） - 金城アキ 役[85][86]。
- お別れの歌（2022年公開予定） - ハルコ 役[注 4]。

### ラジオ
- アッパレやってまーす!（2019年5月9日 - 2020年3月19日、MBSラジオ） - 木曜レギュラー[26]。
- レコメン!（2020年4月2日 - 9月24日、文化放送） - 木曜1時台（水曜深夜）レギュラー[89][注 5]。
- オレたちゴチャ・まぜっ!〜集まれヤンヤン〜（2020年4月26日 - 9月19日、MBSラジオ） - 12期MC[95]。

### CM
- 受信料のお手続き 2019（2019年、日本放送協会）[96]

### 広告
- GiRLS by PEACH JOHN（2020年、ピーチ・ジョン） - アンバサダー[97]。
- auじぶん銀行（2020年） - 初代イメージキャラクター[28]。

### ネット配信
- 欅坂46 今泉佑唯・小林由依のゆいちゃんずSHOWROOM（2018年3月3日、SHOWROOM）[98]
- 欅坂46 今泉佑唯ソロ写真集発売&誕生日のW記念スペシャル!（2018年10月3日、SHOWROOM）[99]

### イベント
- プロ野球 始球式「千葉ロッテマリーンズ vs 東北楽天ゴールデンイーグルス」（2018年3月30日、ZOZOマリンスタジアム）[100]
- マイナビ presents 第26回 東京ガールズコレクション 2018 SPRING/SUMMER（2018年3月31日、横浜アリーナ）[101]
- GirlsAward
  - Rakuten GirlsAward 2018 SPRING/SUMMER（2018年5月19日、幕張メッセ）[102]
  - Rakuten GirlsAward 2019 AUTUMN/WINTER（2019年9月28日、幕張メッセ）[103]

## 書籍

### 写真集
- 誰も知らない私（2018年10月3日、主婦と生活社）[104]

### 雑誌連載
- LOVE berry（2016年1月10日、徳間書店） - モデル[105]。
- ar（2017年12月12日 - 不明、主婦と生活社） - レギュラーモデル[2]。